# عبد الله بن أبي نجيح
عبد الله بن أبي نجيح اسمه عبد الله وكنيته أبو يسار، يلقب الإمام المفسر، هو عبد الله بن يسار الثقفي المكي واسم أبيه يسار، وكنية أبيه أبو نجيح، مولى الأخنس بن شريق الصحابي. كان جميلا فصيحا حسن الوجه، لم يتزوج قط. وثقه يحيى بن معين وغيره إلا أنه دخل في القدر، وقيل أنه رجع عن ذلك. قال ابن عيينة: هو مفتي أهل مكة بعد عمرو بن دينار.

## روايته وأقوال العلماء فيه
حدث عن: مجاهد وطاوس وعطاء ونحوهم، قال الذهبي: ولم أجد له شيئا عن أحد من الصحابة.
حدث عنه: شعبة والثوري وعبد الوارث وسفيان بن عيينة وابن علية وجرير بن حازم وآخرون، وظهر له من المرفوع نحو مائة حديث.
قال ابن عيينة: هو مفتي أهل مكة بعد عمرو بن دينار. وقال يحيى بن القطان: كان معتزليا، وقال يعقوب السدوسي: هو ثقة قدري.
قال البخاري: حدثنا الفضل بن مقاتل حدثنا عمر بن إبراهيم بن كيسان قال: مكث ابن أبي نجيح ثلاثين سنة لا يتكلم بكلمة يؤذي بها جليسه. وقال البخاري: كان يتهم بالاعتزال والقدر. وقال ابن المديني: كان يرى الاعتزال، وقال أحمد: أفسدوه بأخرة، وكان جالس عمرو بن عبيد.
قال علي ابن المديني: أما التفسير؛ فهو فيه ثقة يعلمه، قد قفز القنطرة واحتج به أرباب الصحاح. ولعله رجع عن البدعة، وقد رأى القدر جماعة من الثقات وأخطئوا، نسأل الله العفو.

## وفاته
توفي سنة إحدى وثلاثين ومائة.